# Rød tvetand
Rød tvetand (Lamium purpureum) er en 5-40 cm høj urt, der vokser på agerjord og i vejkanter. Arten er hurtigt voksende og bruger kun få uger fra spiring til frugtsætning. Derfor kan den have 3-4 generationer pr. år.

## Beskrivelse
Rød tvetand er en enårig, urteagtig plante med en opstigende vækst. Stænglerne er firkantede og hårede. Bladene er modsatte og hjerteformede (af og til nyre- eller ægformede) med rundtakket rand. Oversiden er først violet, men bliver snart mærkegrøn med forsænkede bladribber og spredte hår. Undersiden er lysegrøn og håret.
Blomstringen sker over en lang periode fra marts til oktober. Blomsterne sidder i kranse ved de modsatte bladhjørner. Hver krans består af ca. 10 uregelmæssige, violetrøde blomster. Frugterne er 4-delte spaltefrugter.
Rodnettet består af trævlede, seje rødder.
Højde x bredde og årlig tilvækst: 0,25 x 0,25 m (25 x 25 cm/år).

## Voksested
Arten er udbredt fra de Kanariske øer og Madeira over Nordafrika og Mellemøsten til Europa. I Danmark er den almindelig i alle dele af landet, hvor den optræder i lysåbne ukrudssamfund på dyrket jord, i grøftekanter og på ruderater.
I grå og grønne klitter på hjemmeværnsskolens område, Nymindegablejren, findes den sammen med bl.a. alm. engelsød, alm. gedeblad, alm. hyld, alm. mangeløv, alm. røn, havtorn og gederams.
| Portal | Portal:Botanik |

## Note
1. ↑  Skov- og Naturstyrelsen: Beskrivelse af Nymindgablejren